# Pontonia domestica
Pontonia domestica är en kräftdjursart som beskrevs av Lewis Reeve Gibbes 1850. Pontonia domestica ingår i släktet Pontonia och familjen Palaemonidae. Inga underarter finns listade i Catalogue of Life.